# Martin-von-Cochem-Gymnasium
Das Martin-von-Cochem-Gymnasium (kurz: MvCG) ist ein staatliches Gymnasium in Cochem, das 1963 fertiggestellt und nach dem in Cochem geborenen Kapuzinerpater Martin von Cochem benannt ist. Seit 2017 ist das Gymnasium Europaschule des Bundeslandes Rheinland-Pfalz.

## Vorgeschichte
In der Stadtratssitzung vom 18. Januar 1957 wurde festgestellt, dass das bestehende Schulangebot der Stadt Cochem nach der Belegung des Flugplatzes Büchel und dem damit verbundenen Zuzug deutscher Truppeneinheiten und deren Familien, die in Cochem-Brauheck und Ulmen wohnen sollten, nicht mehr ausreichen würde. Nachdem die ehemalige „Schloßgärtnerei“ im Burgsattel der Burg Cochem als Standort favorisiert worden war, schrieb die Stadt Cochem im Januar 1959 einen Wettbewerb aus, den Architekt J. A. Klein aus Koblenz gewann. Die Bauarbeiten für das neue Gymnasium unter der Trägerschaft des Landkreises Cochem wurden am 2. Mai 1960 begonnen. Die Einweihung erfolgte am 12. Juli 1963 u. a. im Beisein von Regierungspräsident Walter Schmitt, Kultusminister Eduard Orth, Landrat Severin Bartos und Kommodore Georg Wroblewski. Die Baukosten für den Neubau des Gymnasiums betrugen rund 3,6 Millionen DM. Erster Schulleiter wurde Dr. Michael Eich.

## Gestaltung
Das 1963 fertiggestellte Martin-von-Cochem-Gymnasium umfasste als neusprachliche Bildungsstätte zunächst 16 Normalklassen, mit Unterteilungen in kleine, mittlere und größere Klassen. Für den naturwissenschaftlichen Unterricht wurden zusätzliche Chemie-, Physik,- und Biologie-Unterrichtsräume geschaffen. Neben Übungs- und Materialräumen gab es noch Sonderklassen für Musik, Kunsterziehung, Basteln und Werken und ein großer Raum, der Filmvorführungen ermöglichen sollte. Weitere Räume wurden für die Lehrkräfte und die Schulleitung vorgesehen, hinzu kamen noch Elternsprechzimmer, ein Arztzimmer sowie eine Lehrer- und Schülerbücherei. Für die körperliche Ertüchtigung wurden eine Turnhalle, ein Gymnastikraum, für die Ruhezeiten Pausenhallen und Pausenplätze vorgesehen.

## Schulangebot
Die Klassenstufen 5 und 6 bilden die Orientierungsstufe und werden schulartübergreifend mit der Realschule plus geführt. In dieser Stufe erhalten Schüler die Möglichkeit, sich mit den spezifischen Eigenheiten dieser Schule, den Mitschülern und den Lehrern vertraut zu machen. Die Hauptfächer in der Orientierungsstufe bestehen aus Deutsch, Mathematik und Englisch, im Nebenfach sind es Naturwissenschaften, Erdkunde, Musik, Bildende Kunst, Sport sowie Religion oder Ethik. Die Versetzung zwischen 5. und 6. Klasse findet „automatisch“ statt.
Ab der 6. Klasse kommt ergänzend eine zweite Fremdsprache (Französisch oder Latein) oder ein Wahlpflichtfach (Technik und Naturwissenschaft, Wirtschaft und Verwaltung oder Hauswirtschaft und Sozialwesen) hinzu. Im 11. Jahrgang besteht die Möglichkeit, Spanisch als dritte Fremdsprache zu wählen. Das Martin-von-Cochem-Gymnasium bietet das Abitur nach der 13. Jahrgangsstufe an, folgt also dem G9-Modell.

## Arbeitsgemeinschaften
- Jugend forscht in den Klassen 5 bis 13[11]
- Robotics-AG in der 6. Klasse
- Bibliotheks-AG in den Klassen 6 bis 13
- Sinfonisches Blasorchester in den Klassen 7 bis 10
- Technik-AG in den Klassen 7 bis 13
- ICDL (Computer-Führerschein) in den Klassen 7 bis 13
- England-AG in der 8. Klasse
- Deeskalations-Training/Selbstbehauptung in der 9. Klasse (für Mädchen)
- Physik & Show in den Klassen 9 bis 13
- DELF (Diplôme d’Etudes en Langue Française) in den Klassen 10 und 11
- Erasmus-AG in den Klassen 8–12

## Partnerschulen
- Szybińskiego-Lyzeum in Cieszyn (Polen)[10]
- Wladislaw-Szybinski-Gemeinschaftsschule in Cieszyn (Polen)[10]
- Cité Scolaire Parc des Chaumes in Avallon[12]

## Ergänzendes
- Schüleraustausche mit Cochems Partnerstadt Avallon[13] in Frankreich seit den 1960er Jahren und Cieszyn in Polen seit 2008.[14]

## Ehemalige Schüler
- Karl-Josef Gilles (1950–2018), Archäologe, Numismatiker und Kommunalpolitiker
- Udo Gelhausen (* 1956), ehemaliger Kugelstoßer
- Willi Jahnen-Dechent (* 1958), Molekularbiologe und Professor für Biointerface Science an der RWTH Aachen
- Martin Wallroth (* 1964), Philosoph und Diplom-Psychologe
- Ingo Gerhartz (* 1965), deutscher Luftwaffenoffizier und 16. Inspekteur der Luftwaffe
- Antje Rehaag (* 1965), ehemalige Ruderin und Weltmeisterin mit dem Achter (1994)
- Hans-Josef Graefen (* 1953), Jurist, zuletzt von 2011 bis 2017 Präsident des Oberlandesgerichts Koblenz[15]